# Заяц Олена Євгенівна
Олена Євгенівна Заяц (рос. Елена Евгеньевна Заяц, нар. 16 вересня 1969, Барановичі) – російська шахістка, в період 1992-1997 представниця Білорусі, гросмейстер серед жінок від 1992 року, володарка чоловічого звання міжнародного майстра від 2005 року.

## Шахова кар'єра
У 1987 (Баґйо) і 1988 (Аделаїда) роках двічі завоювала бронзові медалі чемпіонату світу серед дівчат до 20 років. У 1990 році посіла 8-ме місце на міжзональному турнірі (в рамках відбору на чемпіонату світу), який відбувся в Куала-Лумпурі. У 1992 році перемогла (разом з Наталею Ручйовою) на міжнародному турнірі за круговою системою, який відбувся в Сімферополі та Алушті. У 1992 році представляла Білорусь на командному чемпіонаті Європи в Дебрецені, а в 1994 і 1996 роках – на шахових олімпіадах у Москві (обидва рази на 1-й шахівниці). У 1996 році поділила 3-тє місце (позаду Ольги Стяжкіної і Дагне Чюкшіте, разом з Наталією Кисельовою) у Фрідеку-Містеку. 1999 року поділила 1-3-тє місця (разом зі Світланою Матвєєвою і Юлією Дьоміною) у фіналі індивідуального чемпіонату Росії, 2000 року у фіналі наступного чемпіонату країни поділила 2-4-те місця (позаду Катерини Ковалевської, разом із Олександрою Костенюк і Катериною Корбут). Також у 2000 році виступила Нью-Делі на Чемпіонаті світу, який проходив за олімпійською системою, в перших двох раундах перемігши відповідно Суббараман Меенакші і Пію Крамлінг, але в третьому поступилася майбутній переможниці чемпіонату Се Цзюнь. В 2001 році поділила 2-ге місце (позаду Тетяни Шадріної, разом з Ольгою Зиміною і Наталею Погоніною) в одному з відбіркових турнірів Чемпіонату Росії. 2005 року посіла 5-те місце на зіграному в Кишиневі чемпіонаті Європи і вдруге в кар'єрі кваліфікувалася на Чемпіонат світу, який відбувся 2006 році в Єкатеринбурзі, де в 1-му раунді поступилася Марі Себаг.
Найвищий Рейтинг Ело в кар'єрі мала станом на 1 липня 2012 року, з результатом 2449 очок займала тоді 36-те місце в світовому списку ФІДЕ, одночасно займаючи 6-те місце серед російських шахісток.

## Зміни рейтингу
| На цьому місці має відображатися графік чи діаграма, однак з технічних причин його відображення наразі вимкнено. Будь ласка, не видаляйте код, який викликає це повідомлення. Розробники вже працюють для того, щоби відновити штатне функціонування цього графіка або діаграми. | |
| | На цьому місці має відображатися графік чи діаграма, однак з технічних причин його відображення наразі вимкнено. Будь ласка, не видаляйте код, який викликає це повідомлення. Розробники вже працюють для того, щоби відновити штатне функціонування цього графіка або діаграми. |